# Устата на Саурон
Устата на Саурон е персонаж от Средната земя в измисления свят на Дж. Р. Р. Толкин. Истинското му име е неизвестно.
Той се появява във „Властелинът на пръстените“ и по специално в главата „Черната порта се отваря“ в третия том на романа - „Завръщането на краля“, където Устата на Саурон е главният пратеник на Саурон.
Той принадлежи на расата на Черните Нуменорци и се появява за кратко, когато се опитва да се спазари с армията на Запада пред вратите на Черната порта. Устата на Саурон се опитва да убеди Арагорн и Гандалф да се откажат от делото си и да оставят Саурон да спечели войната за Средната земя. Когато Гандалф отказва предложението му, Устата на Саурон се оттегля и дава сигнал на цялата армия на Мордор да ги нападне.
Той е известен още като „Заместникът от Кулата Барад-дур“ и е служил на Саурон през по-голямата част от живота си, като е изучил върховни магии, но е забравил собственото си име. Според книгата той започва да служи в Черната кула „при първото ѝ въздигане“, което поражда известни противоречия относно продължителността на неговата служба. Ако описаният момент се отнася до най-скорошното завръщане на Саурон в Мордор, то Устата на Саурон е служил на Властелина на Черната страна около 68 години към момента на срещата си с Арагорн и Гандалф. В същото време съществуват мнения , че предвид това, че Мордор се въздига за първи път по време на завръщането на Саурон малко след унищожението на Нуменор, Устата на Саурон може всъщност да е на над 3000 години. Това обаче е малко вероятно, тъй като никой смъртен човек не може да живее толкова дълго, а сам Толкин казва ясно, че той е жив човек, а не дух.
|  | Тази страница частично или изцяло представлява превод на страницата Mouth of Sauron в Уикипедия на английски. Оригиналният текст, както и този превод, са защитени от Лиценза „Криейтив Комънс – Признание – Споделяне на споделеното“, а за съдържание, създадено преди юни 2009 година – от Лиценза за свободна документация на ГНУ. Прегледайте историята на редакциите на оригиналната страница, както и на преводната страница, за да видите списъка на съавторите. ВАЖНО: Този шаблон се отнася единствено до авторските права върху съдържанието на статията. Добавянето му не отменя изискването да се посочват конкретни източници на твърденията, които да бъдат благонадеждни. |